# Theridion gertschi
Theridion gertschi là một loài nhện trong họ Theridiidae.
Loài này thuộc chi Theridion. Theridion gertschi được Herbert Walter Levi miêu tả năm 1959.